# Ljusgrått ängsfly
Ljusgrått ängsfly, Pabulatrix pabulatricula, är en fjärilsart som beskrevs av Nikolaus Joseph Brahm 1791. Ljusgrått ängsfly ingår  i släktet Pabulatrix och familjen nattflyn, Noctuidae. Enligt den svenska rödlistan är arten starkt hotad, EN, i Sverige. Arten förekommer mycket lokalt på Öland, Blekinge och Småland möjligen finns populationer även i Skåne och längs Västkusten. Fynd i Västerbotten kan vara en möjlig population med koppling till de något rikligare förekomsterna i Finland, där dock arten ändå är rödlistad som nära hotad, NT. Artens livsmiljö ljusa ekskogar med yngre och relativt lågvuxna träd. Markvegetationen är frodig med en stor variation av gräsarter och örter. En annan lämplig miljö är yngre löv- och blandskogar i anslutning till odlade områden. Populationerna i Västerbotten och norra Finland förekommer i glesa torra skogar med gran, tall och björk. Inga underarter finns listade i Catalogue of Life.